# Amir Arison
Pour les articles homonymes, voir Arison.
Amir Arison est un acteur américain né le 24 mars 1978 à Saint-Louis au Missouri, principalement connu pour le rôle de l'agent Aram Mojtabai dans la série Blacklist.

## Biographie
Juif tunisien

## Filmographie

### Cinéma
- 2007 : Day Zero : l'avocat
- 2007 : The Visitor : M. Shah
- 2007 : Anamorph : le profiler
- 2009 : Je déteste la Saint-Valentin : Bob
- 2009 : Today's Special : Dr Semaan
- 2011 : Engagement
- 2012 : Kony Hunter with Christopher Meloni : l'agent
- 2012 : Touching Ourselves
- 2012 : Vamps : Derek
- 2012 : The Shadower in 3D : le maître danseur
- 2013 : Uggs for Gaza : Samir
- 2013 : Big Words : Eddie
- 2014 : Une rencontre : Almos
- 2014 : Jane Wants a Boyfriend : Rob
- 2014 : Un foutu conte de Noël (A Merry Friggin' Christmas) : Farhad

### Télévision
- 2003 : Haine et Passion : Armande (1 épisode)
- 2004 : The Jury : Tariq Ahmed (1 épisode)
- 2004 : New York, police judiciaire : Adil Salim (1 épisode)
- 2005-2011 : New York, unité spéciale : Dr Manning et Dr Ghupta (9 épisodes)
- 2006 : La Star de la famille : Phil Hobart (1 épisode)
- 2007 : Traveler : Tarek Agiza et lieutenant Sanjay (2 épisodes)
- 2008 : As the World Turns : un agent du FBI (4 épisodes)
- 2008 : Fringe : Dr Bruce Miller (1 épisode)
- 2010 : NCIS : Enquêtes spéciales : Prince Sayif Ibn Alwaan (1 épisode)
- 2010 : Undercovers : l'officier israélite (1 épisode)
- 2010 : In Security
- 2011 : Médium : l'homme au blazer (1 épisode)
- 2011 : Georgia dans tous ses états : Trent Pierce (2 épisodes)
- 2011 : Homeland : prince Farid Bin Abbud (2 épisodes)
- 2011 : American Horror Story : Joe Escandarian (1 épisode)
- 2012 : Gossip Girl : officier Weiner (1 épisode)
- 2012 : True Justice : Abdul Hassan (2 épisodes)
- 2012 : The Right Not to Know : le sauveteur
- 2012 : Mentalist : Ryan Kasmir (1 épisode)
- 2012-2013 : H+ : Dr Gurveer (11 épisodes)
- 2012-2013 : Dallas : Varun Rasmussen (2 épisodes)
- 2013 : Marvin Marvin : M. Buttsniffer (1 épisode)
- 2013 : Pair of Kings : King Kunu (2 épisodes)
- 2013 : Major Crimes : David Ahmed (1 épisode)
- 2013 : Zero Hour : Theo Riley (6 épisodes)
- 2013 : See Dad Run : Pete (1 épisode)
- 2013 : Once Upon a Time in Wonderland : Le Sultan (1 épisode)
- 2013-2022 : Blacklist : Aram Mojtabai
- 2014 : Girls : Kevin Mimma (3 épisodes)
- 2014 : Blue : Leonard (3 épisodes)
- 2025 : Dope Thief (mini-série) : Mark Nader